# Amedeo Sollazzo
Amedeo Sollazzo (1931 – Monastir, 28 dicembre 1971) è stato uno sceneggiatore italiano.

## Biografia
Ha lavorato sia per il cinema che per il teatro e ha scritto i copioni per 32 dei 112 film di Franco & Ciccio, tra il 1964 e il 1972. Inoltre è autore di Due in allegria e cinque in armonia, musical che grazie a Giovanni Di Renzo è stato messo in scena nel nord Italia e ha definitivamente consacrato i due comici palermitani nel teatro.

## Filmografia
- L'amore primitivo, regia di Luigi Scattini (1964)
- Le tardone, regia di Marino Girolami (1964)
- 00-2 agenti segretissimi, regia di Lucio Fulci (1964)
- Sedotti e bidonati, regia di Giorgio Bianchi (1964)
- Veneri al sole, regia di Marino Girolami (1964)
- Per un pugno nell'occhio, regia di Michele Lupo (1964)
- Due mafiosi contro Goldginger, regia di Giorgio Simonelli (1965)
- I due parà, regia di Lucio Fulci (1965)
- 00-2 Operazione Luna, regia di Lucio Fulci (1965)
- I due sergenti del generale Custer, regia di Giorgio Simonelli (1965)
- Come inguaiammo l'esercito, regia di Lucio Fulci (1965)
- Come svaligiammo la Banca d'Italia, regia di Lucio Fulci (1966)
- 2 mafiosi contro Al Capone, regia di Giorgio Simonelli (1966)
- Spiaggia libera, regia di Marino Girolami (1966)
- I due figli di Ringo, regia di Giorgio Simonelli e Giuliano Carnimeo (1967)
- Due rrringos nel Texas, regia di Marino Girolami (1967)
- Il lungo, il corto, il gatto, regia di Lucio Fulci (1967)
- Come rubammo la bomba atomica, regia di Lucio Fulci (1967)
- I zanzaroni, regia di Ugo La Rosa (1967)
- Ciccio perdona... Io no!, regia di Marcello Ciorciolini (1968)
- Anche nel West c'era una volta Dio, regia di Marino Girolami (1968)
- Franco, Ciccio e le vedove allegre, regia di Marino Girolami (1968)
- Indovina chi viene a merenda?, regia di Marcello Ciorciolini (1969)
- Franco, Ciccio e il pirata Barbanera, regia di Mario Amendola (1969)
- Franco e Ciccio... ladro e guardia, regia di Marcello Ciorciolini (1969)
- Don Franco e Don Ciccio nell'anno della contestazione, regia di Marino Girolami (1970)
- Ma chi t'ha dato la patente?, regia di Nando Cicero (1970)
- Mazzabubù... Quante corna stanno quaggiù?, regia di Mariano Laurenti (1971)
- Riuscirà l'avvocato Franco Benenato a sconfiggere il suo acerrimo nemico il pretore Ciccio De Ingras?, regia di Mino Guerrini (1971)
- ...Scusi, ma lei le paga le tasse?, regia di Mino Guerrini (1971)
- I due della F. 1 alla corsa più pazza, pazza del mondo, regia di Osvaldo Civirani (1971)
- Continuavano a chiamarli... er più e er meno, regia di Giuseppe Orlandini (1972)